# Клітка розуму
Клітка розуму (англ. Mindcage) — американський містичний трилер-містерія 2022 року режисера Мауро Борреллі, у головних ролях якого — Мартін Лоуренс, Меліса Роксбург, Джон Малкович, Роберт Неппер, Джейкоб Гроднік та Ейден Тернер. Перша некомедійна роль Лоуренса в акторській кар'єрі, фільм вийшов через VOD та в кінотеатрах 16 грудня 2022 року.
Фільм отримав переважно негативні відгуки від критиків, хоча гра Лоуренса отримала певну похвалу.

## Сюжет
Коли вбивця-імітатор починає діяти, детективи Джейк Дойл та Мері Келлі звертаються за допомогою до ув'язненого серійного вбивці на ім'я «Художник» та укладають угоду, за якою Дойл та Келлі поговорять з окружним прокурором, щоб замінити його вирок на довічне ув'язнення. Заглиблюючись у блискучу, але збочену психіку Художника, Мері та Джейк потрапляють у диявольську гру в кішки-мишки, змагаючись з часом, щоб залишатися на крок попереду обох злочинців.

## Акторський склад
- Мартін Лоуренс у ролі Джейка
- Меліса Роксбург у ролі Мері
- Джон Малкович у ролі Художника
- Роберт Неппер у ролі лейтенанта Овінґса
- Неб Чупін у ролі доктора Леша
- Джейкоб Гроднік у ролі «голландця»
- Кріс Маллінакс[d] у ролі бездомного
- Річі Монтгомері[en] у ролі отця Лінареса
- Неллі Скіутто у ролі віце-губернатора Діаз
- Ейден Тернер[en] у ролі Дейла
- Кассандра Гава[en] у ролі Жриці Вуду

## Виробництво
Зйомки проходили у Спрінгдейлі та Фаєтвіллі, штат Арканзас, у серпні 2021 року.
Того ж місяця було оголошено, що SAG-AFTRA видала кінематографістам попередження «Не працювати» через побоювання щодо COVID-19. Попередження було скасовано 13 серпня 2021 року.

## Реліз
Перший трейлер фільму вийшов 7 листопада 2022 року. Фільм вийшов через VOD та у невеликій кількості кінотеатрів 16 грудня 2022 року.

## Сприйняття
На веб-сайті агрегатора рецензій Rotten Tomatoes 18 % з 11 відгуків критиків є позитивними, із середнім рейтингом 3,3/10.
Багато критиків несхвально порівнювали фільм із «Мовчанням ягнят», «Сім» та «Той, що занепав».
У січні 2024 року фільм увійшов до першої десятки фільмів на Netflix у всьому світі, зібравши 9,1 мільйона глядачів за перший тиждень і 14,7 мільйона годин перегляду.
В інтерв'ю журналу «Fangoria» Лоуренс заявив, що він вже деякий час хотів зробити щось нове та був «відкритий для правильного типу драми чи трилера».